# Arapiraca
Arapiraca – miasto w Brazylii leżące w stanie Alagoas.
Na obszarze położonym 264 metry nad poziomem morza, liczącym 351 km², mieszkało w 2021 roku 234 309 mieszkańców.
W mieście rozwinął się przemysł tytoniowy oraz włókienniczy.